# Nicole Walters
Nicole Walters es una deportista británica que compite en triatlón.
Ganó dos medallas en el Campeonato Mundial de Triatlón Campo a Través en los años 2018 y 2019, y una medalla en el Campeonato Europeo de Triatlón Campo a Través de 2018. Además, obtuvo una medalla en el Campeonato Europeo de Xterra Triatlón de 2017.

## Palmarés internacional
| Campeonato Mundial | Campeonato Mundial  | Campeonato Mundial | Campeonato Mundial |
| Año                | Lugar               | Medalla            | Prueba             |
| ------------------ | ------------------- | ------------------ | ------------------ |
| 2018               | Fionia (Dinamarca)  | Medalla de plata   | Individual         |
| 2019               | Pontevedra (España) | Medalla de bronce  | Individual         |
| Campeonato Europeo |                     |                    |                    |
| Año                | Lugar               | Medalla            | Prueba             |
| 2018               | Ibiza (España)      | Medalla de oro     | Individual         |

| Campeonato Europeo | Campeonato Europeo     | Campeonato Europeo | Campeonato Europeo |
| Año                | Lugar                  | Medalla            | Prueba             |
| ------------------ | ---------------------- | ------------------ | ------------------ |
| 2017               | Møns Klint (Dinamarca) | Medalla de plata   | Individual         |